# Alonso de Montúfar
Alonso de Montúfar (Loja, 1489 – Città del Messico, 7 marzo 1572) è stato un vescovo cattolico spagnolo, arcivescovo di Città del Messico dal 1551 al 1572.
Approvò e promosse la devozione alla Madonna di Guadalupe durante la sua reggenza.

## Biografia

### I primi anni
Montúfar nacque nel 1489 a Loja, presso Granada, nella regione dell'Andalusia, poco dopo la riconquista della città da parte degli spagnoli. Il cronista Gil González Dávila indica il 1498 come anno di nascita di Montúfar. Uno dei più stretti collaboratori del futuro arcivescovo e suo biografo, fra Bartolomé de Ledesma, in un elogio all'arcivescovo, scrisse che Montúfar aveva accettato l'arcivescovado nel 1551, quando aveva più di sessant'anni il che confermerebbe una nascita attorno al 1489.

### Frate domenicano
Montúfar entrò nell'Ordine dei Domenicani e professò i suoi voti nel priorato di Santa Cruz la Real di Granada nel 1512. Cinque anni dopo, venne assegnato a Siviglia presso l'arcivescovo domenicano Diego de Deza che desiderava averlo al suo fianco nel collegio di San Tommaso d'Aquino in quella città.
Nel 1524 Montúfar tornò a Santa Cruz la Real e continuò la sua formazione. Nel 1530 il capitolo generale dell'Ordine domenicano gli conferì il baccalaureato e lo nominò istruttore al monastero per un periodo di due anni. Ottenne successivamente la laurea in teologia. Montúfar venne quindi nominato priore di Santa Cruz nel 1536. Al termine di questo incarico, si recò a Lione, in Francia, per presenziare al capitolo generale del suo ordine.
Tornato in Spagna nel 1538, Montúfar venne nominato priore del monastero di Santo Domingo el Real in Almeria e dal 1541 fu priore per due anni di quello di Santo Domingo in Murcia. Dal 1546 tornò al suo vecchio monastero a Granada di cui fu nominato priore.
Oltre alle sue nomine nell'Ordine Domenicano, Montúfar prestò a lungo servizio come consulente teologico dei tribunali dell'inquisizione di Granada, Murcia, Toledo e Siviglia.

### Arcivescovo del Messico
Dopo la morte del primo arcivescovo del Messico, il francescano don Juan de Zumárraga, il domenicano Montúfar venne nominato quale suo successore dall'imperatore Carlo V del Sacro Romano Impero. Montúfar venne raccomandato per tale carica da Luis Hurtado de Mendoza y Pacheco, II marchese di Mondejar, all'epoca presidente del Consiglio delle Indie. Secondo le cronache, il marchese conosceva Montúfar personalmente, dal momento che  era stato suo confessore per qualche tempo. Alonso de Montúfar venne consacrato nel 1553 e giunse infine a Città del Messico nel giugno del 1554, sei anni dopo la morte del suo predecessore nella carica.

#### La chiesa nelle Filippine
A metà degli anni '60 del Cinquecento, Montúfar inviò il sacerdote Juan de Vivero, cappellano del galeone San Geronimo, nelle Filippine da poco conquistate per stabilirvi le prime strutture della chiesa cattolica. Questi ottenne particolari privilegi da Montúfar in persona dal momento che le isole erano state da poco conquistate dalla Spagna e mancavano di ogni sorta di struttura ecclesiastica. Vivero giunse nelle isole nel 1566, e fondò la prima chiesa che divenne poi la cattedrale di Manila dal 1579.

### I concili provinciali
Dopo il suo arrivo, Montúfar convocò un sinodo plenario con tutti i vescovi della sua provincia ecclesiastica e i sacerdoti che avevano ogni giorno conoscenza direttamente quanto stava accadendo sul territorio. Montúfar ebbe così modo di rendersi conto che la giovane chiesa del Messico mancava di ordine e disciplina, elementi che lui considerava fondamentali per creare e far funzionare un corpo legislativo ecclesiastico.
Nel 1546, la Santa Sede eresse le arcidiocesi di Santo Domingo, Città del Messico e Lima che cessarono di essere suffraganee di quella di Siviglia ed andarono a formare delle nuove province ecclesiastiche.

#### Il primo sinodo provinciale del Messico, 1555
Il 29 giugno 1555, giorno della festività dei santi Pietro e Paolo, si tenne il primo sinodo provinciale del Messico con una cerimonia nella cattedrale della città, alla presenza dell'arcivescovo e di quattro vescovi suffraganei. Due di questi erano padri regolari. Martín Sarmiento de Hojacastro, O.F.M., vescovo di Tlaxcala, era un missionario d'esperienza, e Tomás de Casillas, O.P., vescovo di Chiapaso. Gli altri due prelati erano membri del clero secolare. Vasco de Quiroga era stato giudice dell'audiencia messicana prima di essere promosso alla diocesi di Michoacán, mentre Juan Lopez de Zárate era stato vescovo di Antequera per vent'anni. Quest'ultimo giunse al concilio molto malato e morì prima che esso fosse terminato.
Il concilio produsse un documento finale di 93 punti relativi alla dottrina cristiana, all'amministrazione dei sacramenti e alla gestione giuridica dei territori. Altro argomento importante che emerse da quel concilio furono una serie di norme concrete e dettagliate sull'educazione e la vita del clero.

#### Il secondo concilio provinciale del Messico, 1565
Il secondo concilio provinciale messicano si aprì il 15 agosto 1565, festa dell'Assunzione di Maria. I vescovi giurarono fedeltà innanzitutto ai dettami del Concilio di Trento (1545–1563). Oltre a Montúfar ed al vescovo Casillas di Chiapas, tutti i vescovi del primo concilio erano morti. Bernardo de Alburquerque divenne vescovo di Antequera mentre il francescano Francisco de Toral divenne primo vescovo dello Yucatán. Pedro de Ayala e Fernando de Villagómez, entrambi chierici secolari, divennero vescovi di Guadalajara e Tlaxcala. L'11 novembre, a meno di due mesi dalla sua apertura, il concilio venne concluso.
Il concilio produsse un documento finale di 28 punti, molti dei quali perlopiù chiarificatori del primo concilio.

### Missione e politica della chiesa
In una serie di lettere scritte poco dopo il suo arrivo in Messico, Montúfar presentò una situazione difficile per la Chiesa della Nuova Spagna. Nonostante tre decenni di opera missionaria, Montúfar evidenziò il fatto che la maggior parte della popolazione era ancora pagana come prima della conquista e che il clero mancava di ordine e di disciplina. Secondo Montúfar, il vescovo avrebbe dovuto godere di pieni poteri sul clero della sua diocesi per poterlo amministrare al meglio.
Per quanto più volte Montúfar ammise di non poter condurre queste opere senza francescani, domenicani e agostiniani, si scagliò comunque contro questi ordini per il troppo potere e la troppa autonomia accumulati nel periodo delle missioni. Per questo motivo cercò di imporre un sistema ecclesiale di tipo piramidale come era in uso in Spagna, con un forte episcopato centrale dal quale dipendevano poi le parrocchie sul territorio. Questo avrebbe consentito di autorizzare i sacerdoti a dare i sacramenti così da poter gradualmente sostituire il clero regolare con quello secolare dipendente dalla diocesi. Il bisogno di una corretta evangelizzazione nasceva per Montúfar dalla necessità che gli indios imparassero la dottrina della chiesa non ripetendone le parole, ma comprendendone a fondo i contenuti, così da poter essere salvati.
Montúfar inoltre riteneva che l'arcidiocesi avesse un territorio troppo vasto per la gestione corretta del ministero, unitamente a una sostanziale mancanza di sacerdoti e che ne servissero dieci volte quelli ufficialmente in servizio, cercandoli in particolare tra i criollos, i giovani figli di spagnoli nati in Nuova Spagna, molti dei quali già conoscevano le lingue native e sarebbero risultati più pronti a questa missione. Montúfar creò il primo seminario a Città del Messico con questi obbiettivi.
Montúfar arrivò a ritenere che anche gli indigeni dovessero pagare alla chiesa della Nuova Spagna la decima, come accadeva in Europa, pur ritenendoli sostanzialmente degli indolenti e dei pusillanimi, dediti all'alcool ed alla fornicazione, da cui solo la religione cristiana avrebbe potuto salvarli.
Per contro i frati degli ordini regolari ritenevano che sottoporre gli indiani al pagamento di una nuova tassa avrebbe reso solo invisa la chiesa ed i suoi ministri; inoltre gli indiani già pagavano il sostentamento alla chiesa tramite il pagamento dell'encomenda dovuta alla Corona spagnola.

### Montúfar e la Madonna di Guadalupe
Durante la reggenza dell'arcidiocesi da parte di Montúfar, si verificò il miracolo della Madonna di Guadalupe presso Tepeyac, non lontano da Città del Messico, evento del quale Montúfar volle subito sincerarsi con una Informacíon.
Il luogo dell'apparizione, divenuto meta di pellegrinaggi sempre crescenti, acuì il conflitto tra l'arcivescovo e i frati locali. Il 6 settembre 1556 Montúfar durante la predica nella cattedrale su un testo tratto dal Vangelo di San Luca, incentrò il suo sermone sulla fede dovuta dai cattolici a Maria come madre di Dio. Durante la predica riconobbe pubblicamente la devozione mostrata verso la Madonna di Guadalupe ed il suo santuario a Tepeyac.
L'8 settembre successivo, festa della Natività di Maria, il provinciale francescano Francisco de Bustamante, durante un'omelia nella cappella di Guadalupe, disse che quel culto era più apprezzato tra gli indiani che tra gli europei, al punto che i primi reputavano la Vergine quasi una divinità stessa anziché la madre di Dio, e questo avrebbe avuto effetti negativi sul rapporto tra cristianesimo e indiani. Bustamante si domandò come l'arcivescovo avesse potuto approvare il culto di un dipinto realizzato "ieri da un indiano e ora portatore di miracoli."
Comunque per l'iniziativa di Montúfar, dalla metà degli anni '50 del Cinquecento la Vergine di Guadalupe divenne un punto di riferimento importante per il culto mariano nell'America centrale.

### Gli ultimi anni e la morte
Verso la fine degli anni '60 del Cinquecento l'arcivescovo, ormai ottantunenne, poteva appena alzarsi dal letto, gravemente malato. Incapace di svolgere il proprio compito, nominò il suo assistente di lunga data, Ledesma, al ruolo di vicario generale dell'arcidiocesi. Montúfar morì il 7 marzo 1572.